# Afzalpur
Afzalpur (en canarés: ಅಫ್ಜಲಪುರ ) es una ciudad de la India en el distrito de Gulbarga, estado de Karnataka.

## Geografía
Se encuentra a una altitud de 422 m s. n. m. a 625 km de la capital estatal, Bangalore, en la zona horaria UTC +5:30.

## Demografía
Según estimación 2011 contaba con una población de 21 597 habitantes.